# 1999 TOUR "CHAOS MODE"
『1999 TOUR “CHAOS MODE"』（せんきゅうひゃくきゅうじゅうきゅう ツアー カオスモード）は日本のバンド、Janne Da Arcの初ライブ・ビデオ。2000年9月27日発売。発売元はエイベックス。

## 解説
1999年5月19日にメジャーデビューが決定した為、当ツアーがインディーズ最後のツアーとなった。4月23日に渋谷公会堂で行われた公演の模様が収録されている。また、このツアーではメジャーデビューシングル「RED ZONE」が演奏されている。

## 収録曲
1. Opening
2. -R-TYPE 「瞳の色」
3. ICE
4. Speed
5. Resistance
6. Desperate
7. Strange voice
8. Labyrinth
9. Fantasia
10. Confusion
11. Lady
12. Judgement 〜死神のKiss〜
13. RED ZONE
14. Stare
15. Hunting
16. -R-TYPE 「瞳の色」(Promotion Video)